# Hemieuxoa semiretracta
Hemieuxoa semiretracta là một loài bướm đêm trong họ Noctuidae.